# Dresden Hauptbahnhof
Dresden Hauptbahnhof, zkráceně Dresden Hbf, je hlavní nádraží v Drážďanech s průměrným počtem cestujících 60 000 denně. Provozuje jej DB Station & Service dceřiná společnost největšího železničního dopravce v Německu Deutsche Bahn AG, která je zodpovědná za více než 5 000 stanic německé železniční sítě. Nádraží je významnou destinací dálkových, vysokorychlostních vlaků Intercity-Express (ICE). Navazuje na železniční síť příměstské železnice v Drážďanech S-Bahn.

## Historie

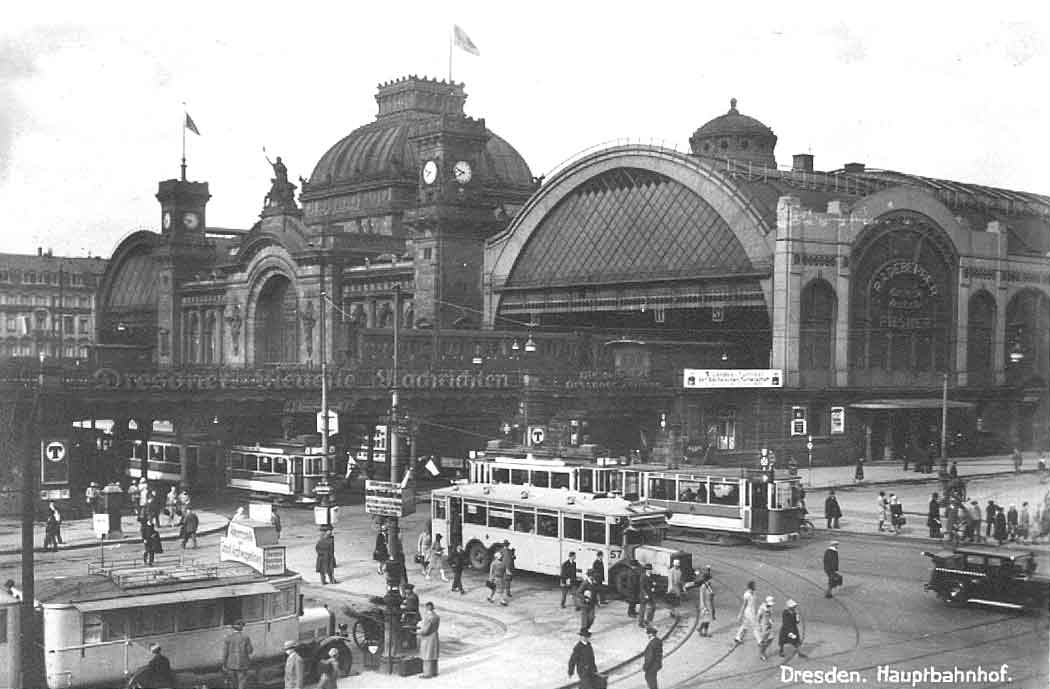
Drážďanské hlavní nádraží v roce 1930

Drážďanské hlavní nádraží je součástí železničního systému, který umožňuje přímé spojení do Berlína, Lipska, Kolína nad Rýnem, Prahy a Hamburka. Postaveno bylo v letech 1892–1897 podle návrhu Ernsta Giese a Paula Weidnera. Nahradilo tři původní železniční stanice, umístěné na jihu města. Za druhé světové války v roce 1945 bylo velice poškozeno bombardováním, což mělo nedozírné následky na původní stavbu při rekonstrukcích provedených po válce.
V poválečné době se hlavní nádraží stalo jednou z nejdůležitějších železničních stanic ve východním Německu. Nicméně dědictví škod z období druhé světové války následně zhoršovalo plánované rekonstrukce v budoucnosti.
Při rekonstrukci v letech 1997–2006 bylo zjištěno, že budova ve stávajícím stavu, zejména pak kvůli ocelové konstrukci, není schopna unést hmotnost prosklené střechy. Ta musela být nahrazena lehkou tkaninou namísto skla, pokrývá cca 30 000 m². Navíc při povodních v roce 2006 byla staniční budova znovu těžce poškozena bahnitou vodou z řeky Weißeritz. Velké škody uzavřely železniční stanici na jeden měsíc, kdy byl hlavní projekt rekonstrukce dočasně přerušen.
V roce 2007 se tato železniční stanice ucházela o prestižní Stirlingovu cenu udělovanou Královským institutem britských architektů.

## Obecný přehled

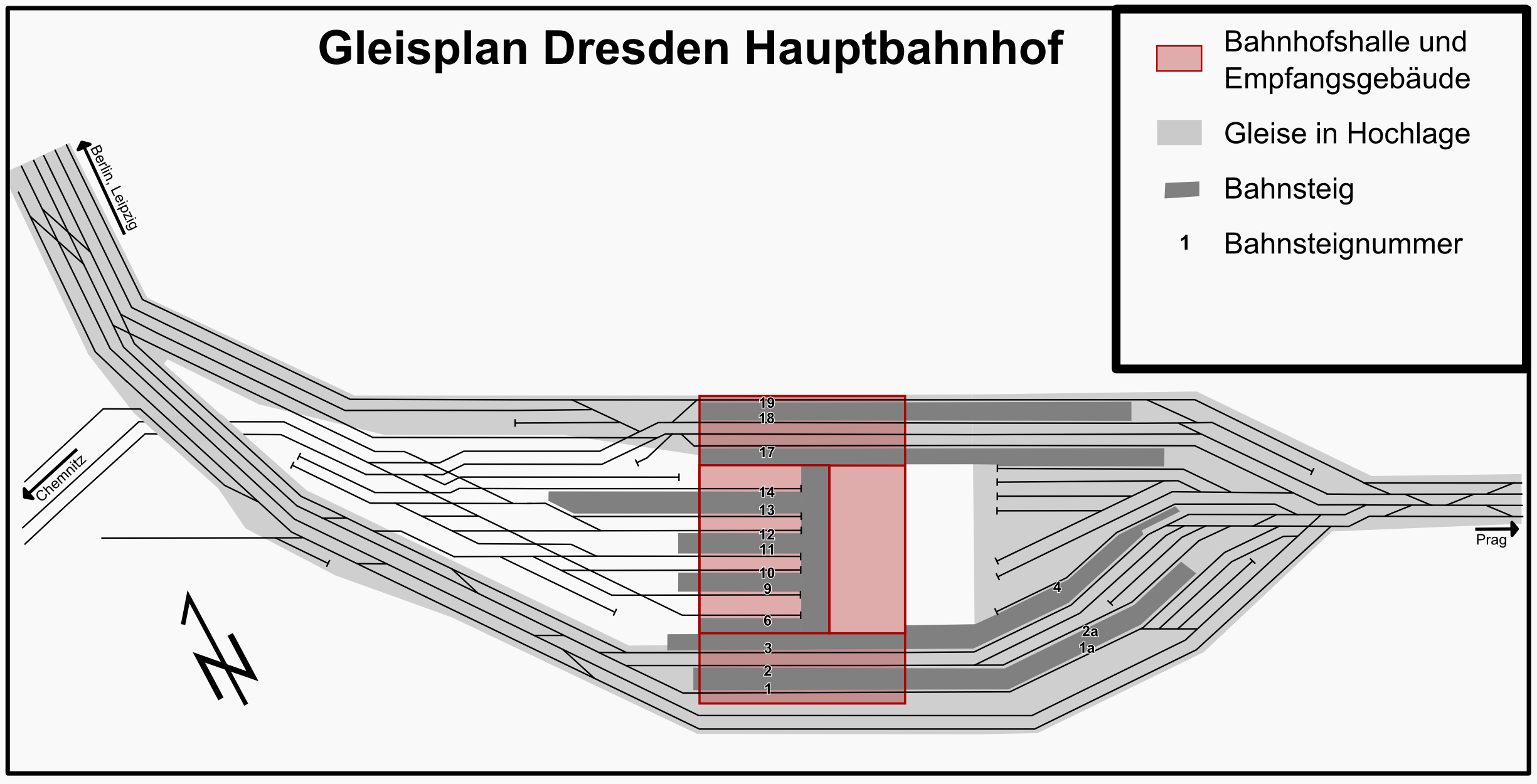
Uspořádání kolejiště, nástupišť

Drážďanské hlavní nádraží je smíšenou stanicí, kdy část kolejiště je průjezdná a část kolejiště kusá. Toto uspořádání je v Německu ojedinělé. Stanice je rozdělena do tří sálů. Hlavní a zároveň největší zahrnuje kusé koleje směřující na západ v počtu sedmi, zbývající část kolejiště se šesti nástupními hranami a třemi kolejemi bez nástupních hran ve dvou dalších sálech umožňuje průjezd přes stanici .
Příjezdová hala se nachází v přední části hlavního sálu, kdy vzniká dojem, že se jedná o hlavovou stanici (laicky řečeno koncovou stanici), nikoli o stanici smíšenou. V roce 2007 vyhrála tato železniční stanice cenu IStructE Awards.

## Železniční doprava

### Dálkové spoje
Stav: 31. března 2016
| Linka  | Trasa | Interval (min)                                                    |
| ------ | --- | ----------------------------------------------------------------- |
| ICE 50 | Dresden Hbf – Dresden-Neustadt – Riesa – Leipzig Hbf – Erfurt Hbf – Gotha – Eisenach – Fulda – Frankfurt (Main) Hbf – Frankfurt (Main) Flughafen Fernbf – Mainz Hbf – Wiesbaden Hbf | 120                                                               |
| EC 27  | (Budapest-Keleti – Bratislava hl.st. – Brno hl.n. –) Praha hl.n. – Dresden Hbf – Dresden-Neustadt – Berlin Südkreuz – Berlin Hbf – Hamburg Hbf – Hamburg-Altona | 120 (jezdí jen do 1. dubna ve směru Berlín přes Dresden-Neustadt) |
| IC 55  | Dresden Hbf – Dresden-Neustadt – Riesa – Leipzig Hbf – Halle Hbf – Köthen – Magdeburg Hbf – Braunschweig Hbf – Hannover Hbf – Minden(Westf) – Bad Oeynhausen – Herford – Bielefeld Hbf – Gütersloh Hbf – Hamm(Westf) – Dortmund Hbf – Hagen Hbf – Wuppertal Hbf – Solingen Hbf – Köln Hbf | 120                                                               |

Existují také jednotlivé spoje v následujících směrech:
- Darmstadt, Mannheim, Saarbrücken (ICE 50)
- Kiel (EC 27)
- Elsterwerda, Berlín, Wolfsburg, Düsseldorf, Duisburg (IC 32)

### Regionální spoje
Stav: 15. dubna 2017
| Linka | Trasa | Interval                                                                     | Společnost               |
| ----- | --- | ---------------------------------------------------------------------------- | ------------------------ |
| RE 1  | Dresden Hbf – Dresden Mitte – Dresden-Neustadt – Dresden-Klotzsche – Bischofswerda – Bautzen – Löbau (Sachs) – Görlitz (– Wrocław Główny) | 120 (třikrát denně do Vratislava (Wrocław))                                  | Trilex                   |
| RE 2  | Dresden Hbf – Dresden Mitte – Dresden-Neustadt – Dresden-Klotzsche – Bischofswerda – Ebersbach (Sachs) – Zittau ( – Liberec)              | 120                                                                          | Trilex                   |
| RE 3  | Dresden Hbf – Freiberg (Sachs) – Chemnitz Hbf – Zwickau (Sachs) Hbf – Reichenbach (Vogtl) ob Bf – Plauen (Vogtl) ob Bf – Hof Hbf          | 60                                                                           | Mitteldeutsche Regiobahn |
| RE 15 | Dresden Hbf – Dresden Mitte – Dresden-Neustadt – Coswig (b Dresden) – Großenhain Cottb Bf – Ruhland – Hoyerswerda                         | 120                                                                          | DB Regio Nordost         |
| RE 18 | Dresden Hbf – Dresden Mitte – Dresden-Neustadt – Coswig (b Dresden) – Großenhain Cottb Bf – Ruhland – Cottbus                             | 120                                                                          | DB Regio Nordost         |
| RE 19 | Dresden Hbf – Heidenau – Kurort Altenberg (Erzgeb)                                                                                        |                                                                              | Städtebahn Sachsen       |
| RE 20 | Dresden Hbf – Pirna – Bad Schandau – Děčín hl. n. – Ústí nad Labem západ (– Litoměřice město)                                             |                                                                              | DB Regio Südost          |
| RE 50 | Dresden Hbf – Dresden Mitte – Dresden-Neustadt – Coswig (b Dresden) – Riesa – Leipzig Hbf                                                 | 60                                                                           | DB Regio Südost          |
| RB 30 | Dresden Hbf – Freiberg (Sachs) – Chemnitz Hbf – Zwickau (Sachs) Hbf                                                                       | 60                                                                           | Mitteldeutsche Regiobahn |
| RB 31 | Dresden Hbf – Dresden-Friedrichstadt – Großenhain Cottb Bf – Elsterwerda – Elsterwerda-Biehla                                             | 60 (na dopravní špičce 30 min, část. jen do stanice Coswig resp. Großenhain) | DB Regio Nordost         |
| RB 34 | Dresden Hbf – Dresden Mitte – Dresden-Neustadt – Dresden-Klotzsche – Radeberg – Kamenz (Sachs)                                            | 60                                                                           | Städtebahn Sachsen       |
| RB 60 | Dresden Hbf – Dresden Mitte – Dresden-Neustadt – Dresden-Klotzsche – Bischofswerda – Bautzen – Löbau (Sachs) – Görlitz                    | 120                                                                          | Trilex                   |
| RB 61 | Dresden Hbf – Dresden Mitte – Dresden-Neustadt – Dresden-Klotzsche – Bischofswerda – Ebersbach (Sachs) – Zittau                           | 120                                                                          | Trilex                   |

### Příměstská železnice (S-Bahn)
Stav: 12. června 2016
| Linka | Trasa | Interval | Společnost      |
| ----- | --- | --- | --------------- |

Schéma sítě S-Bahn příměstské železnice

| S 1   | Meißen-Triebischtal – Radebeul – Dresden-Neustadt – Dresden Mitte – Dresden Hbf – Heidenau – Pirna – Bad Schandau (– Schöna) | 30 (60 do stanice Schöna) 15 (mezi stanicemi Dresden Hauptbahnhof a Meißen-Triebischtal Po-So od 5:00 do 8:30 hod. a od 14:00 do 19:00 hod.) | DB Regio Südost |
| S 2   | Dresden Flughafen – Dresden-Klotzsche – Dresden-Neustadt – Dresden Mitte – Dresden Hbf – Heidenau – Pirna                    | 30 (do stanice Pirna Po-So) | DB Regio Südost |
| S 3   | Dresden Hbf – Freital – Tharandt (– Freiberg (Sachs))                                                                        | 60 (do stanice Freiberg (Sachs) Po-Pa na dopravní spičce)                                                                                    | DB Regio Südost |

## Galerie

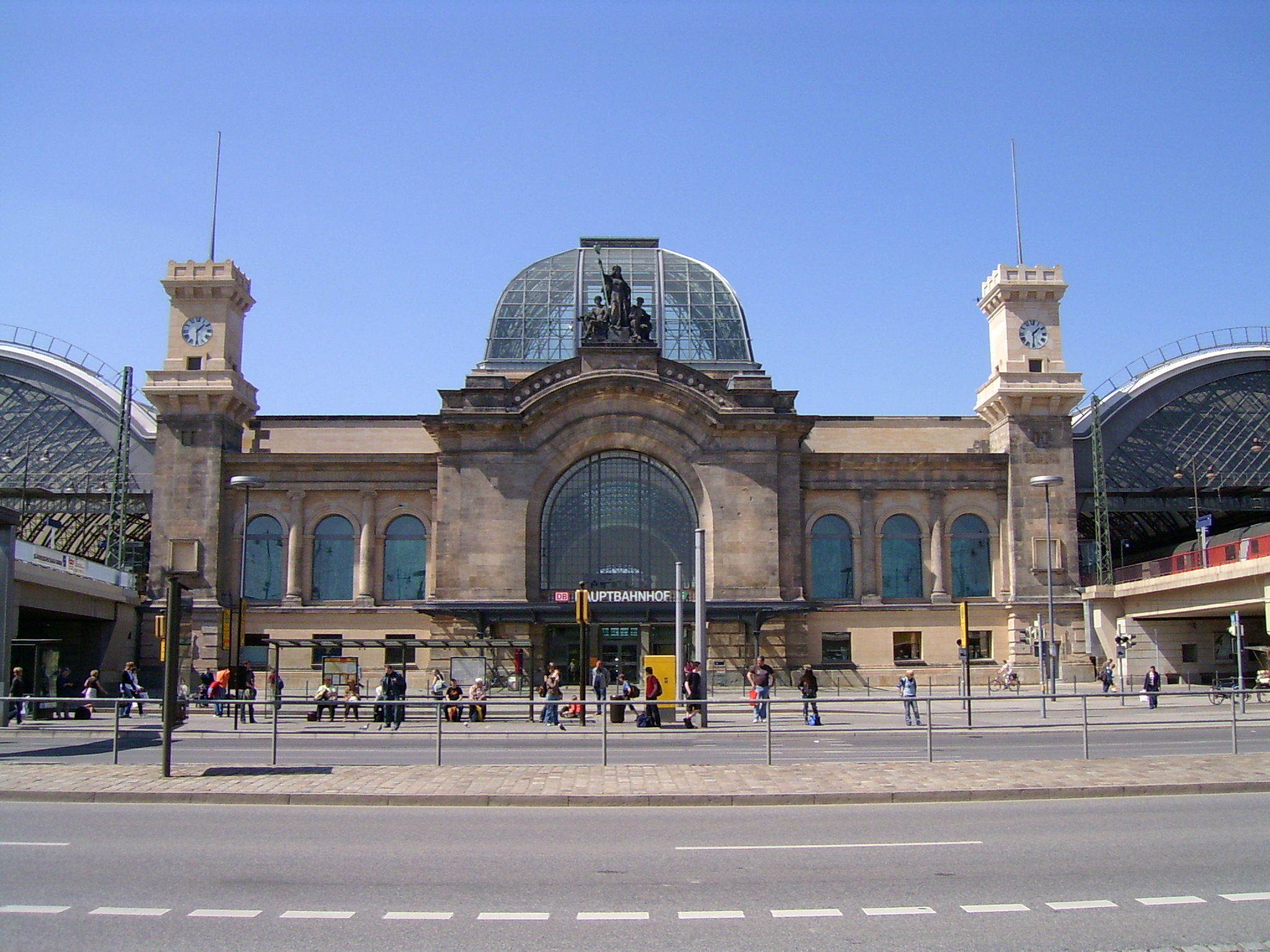
Staniční budova
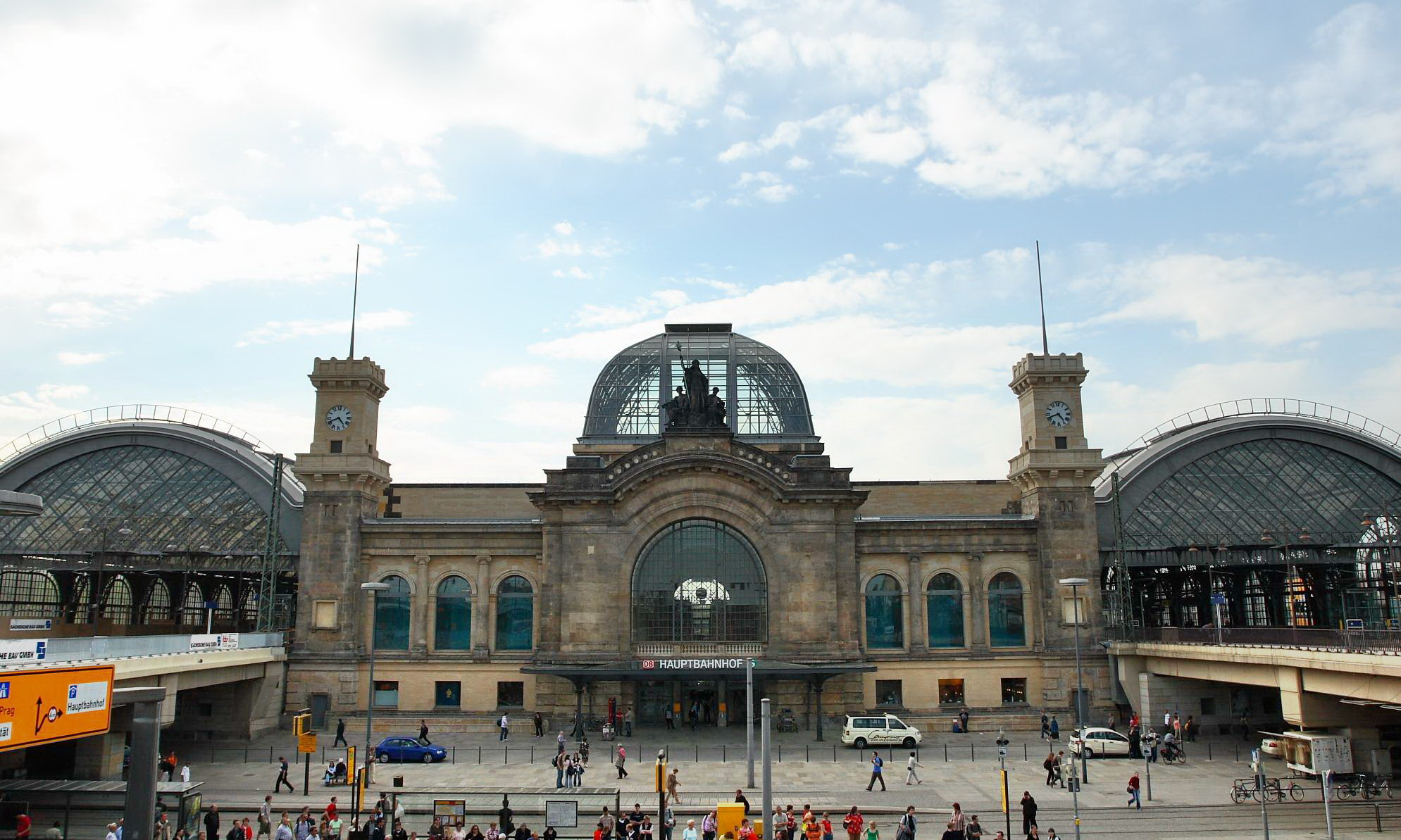
Staniční budova
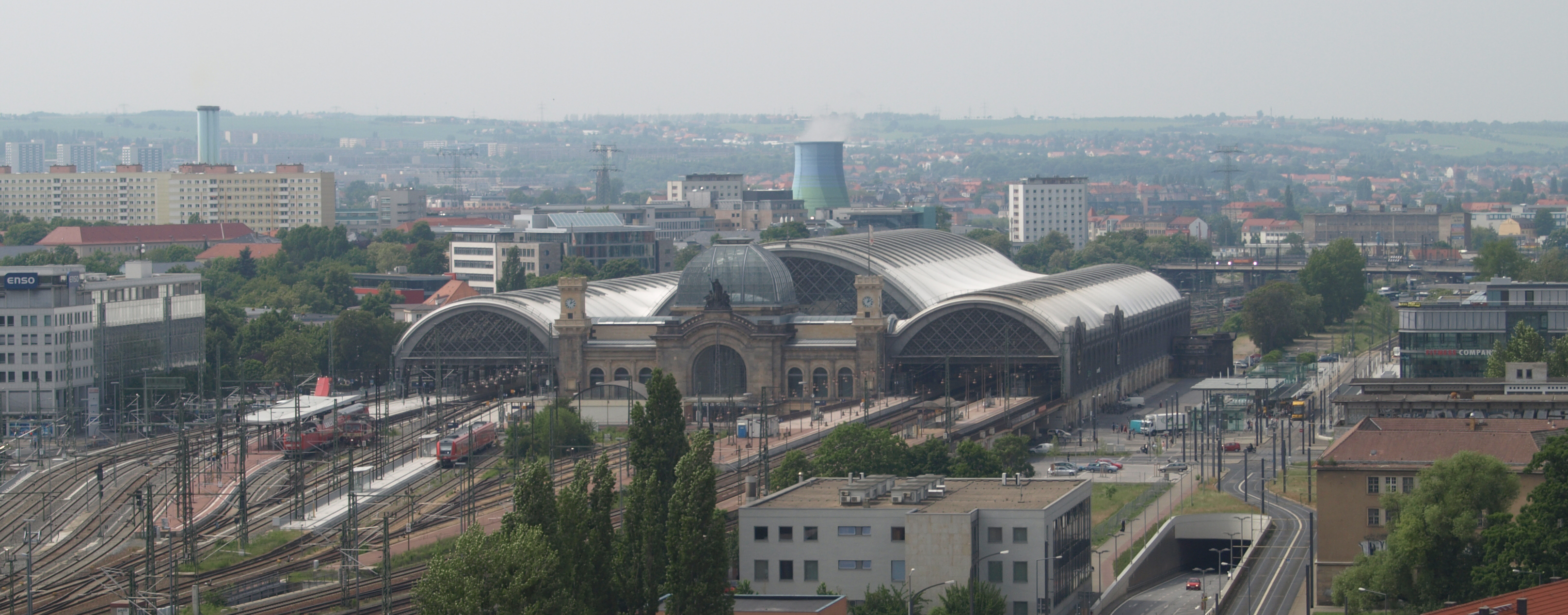
Staniční budova z ptačí perspektivy
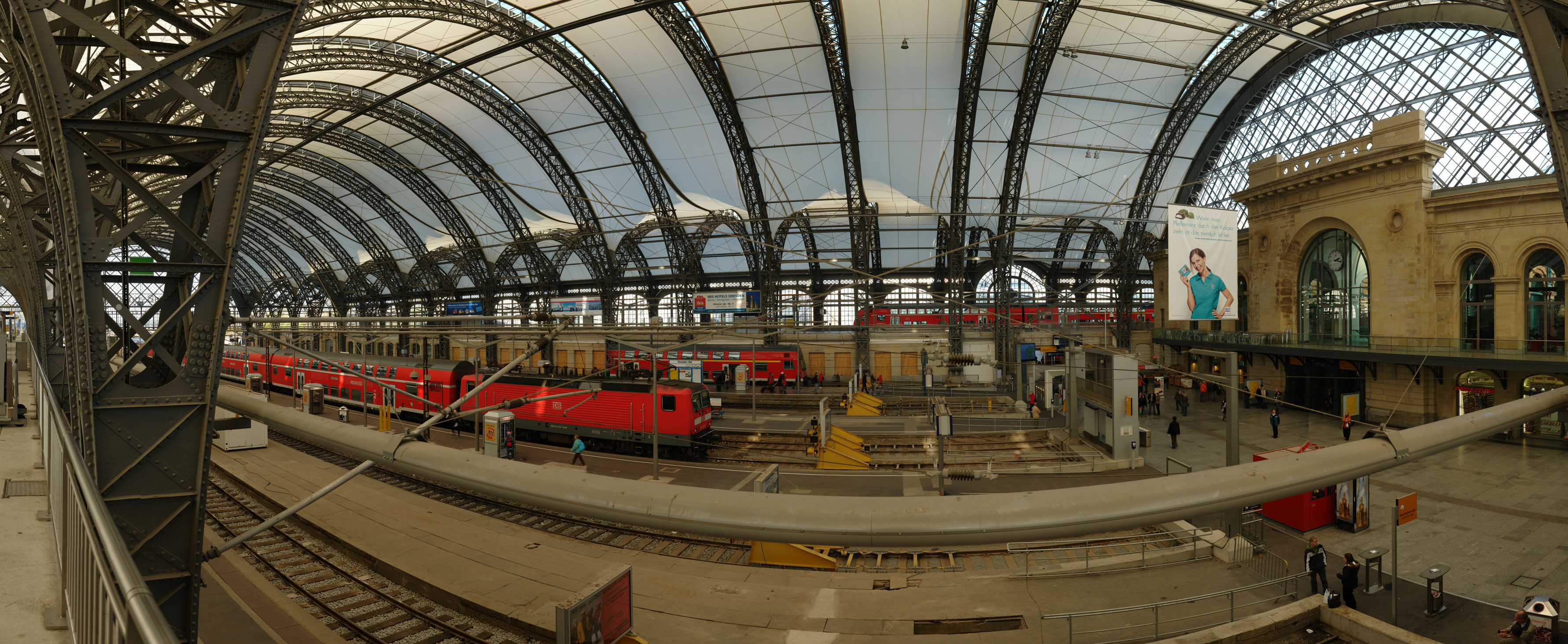
Nástupiště – kusá kolejiště
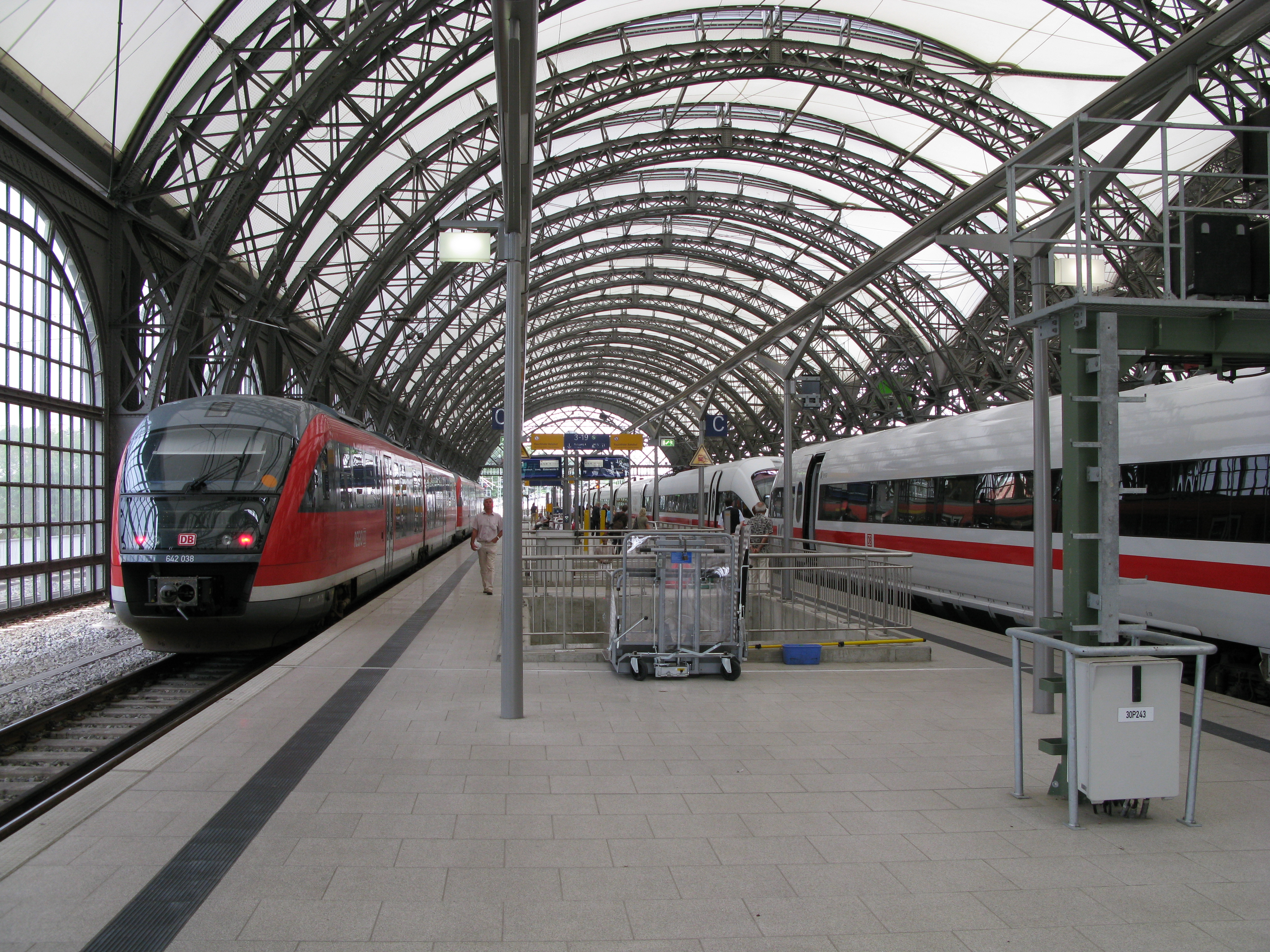
Nástupiště
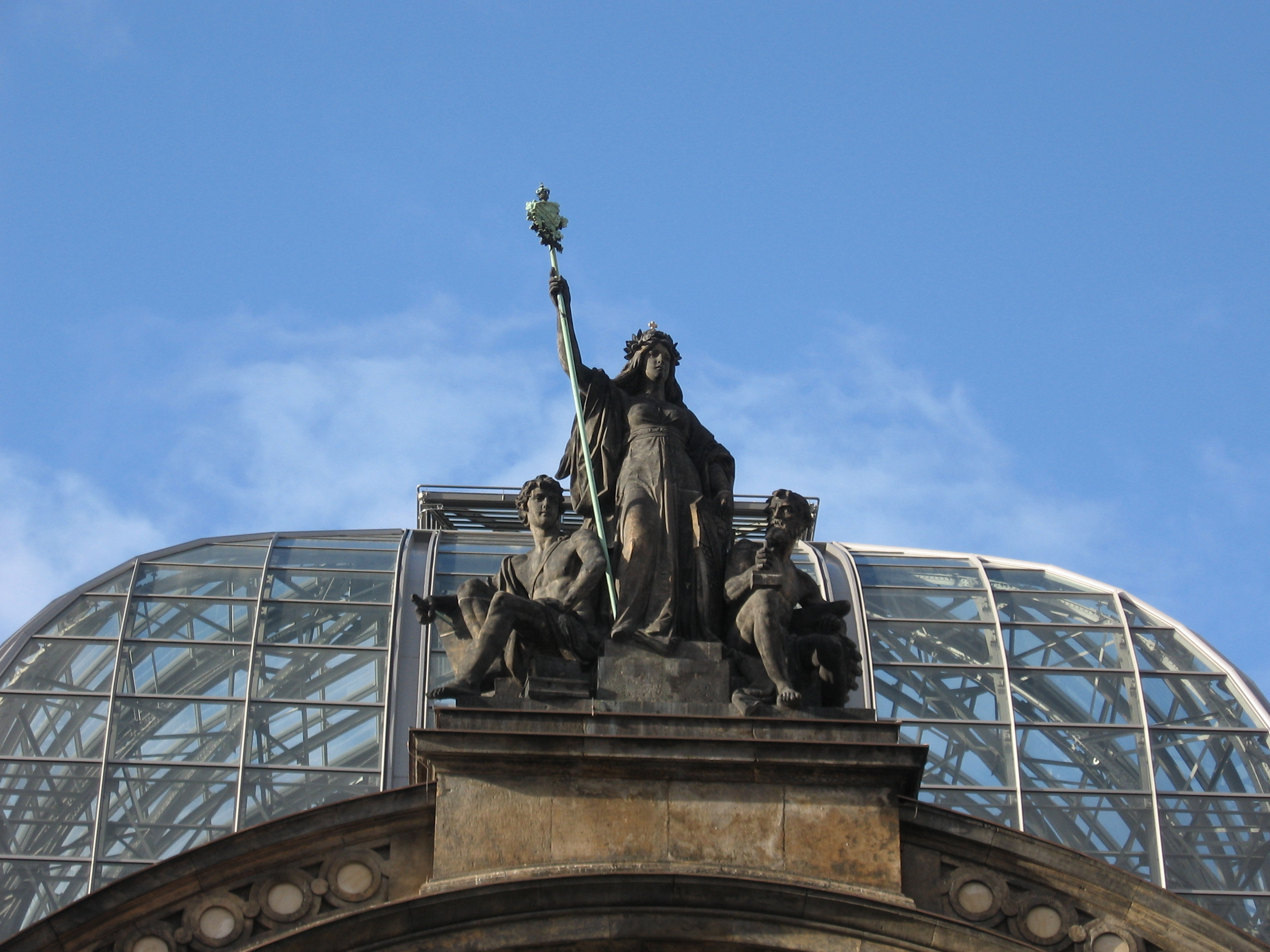
Detail st. budovy – socha Saxonie, alegorie Saska